# Königreich Portugal
Das Königreich Portugal (portugiesisch Reino de Portugal) im Westen der Iberischen Halbinsel ging aus der Grafschaft Portucale hervor und war der von 1139 bis 1910 bestehende Vorgängerstaat der Portugiesischen Republik. Im Zuge der christlichen Rückeroberung von al-Andalus eroberte es im 13. Jahrhundert die Algarve und erreichte die Ausdehnung des heutigen portugiesischen Staatsgebiets.
Der entscheidende Beitrag des Königreichs zur europäischen und Weltgeschichte waren die von ihm initiierten und finanzierten Entdeckungsreisen portugiesischer Seefahrer und Kaufleute zur Erkundung eines Seewegs nach Indien. Mit ihnen begann ab 1415 das Zeitalter der Entdeckungen und der Europäischen Expansion. Portugal gründete das erste und eines der ausgedehntesten Kolonialreiche der Neuzeit. Es umfasste Besitzungen auf vier Kontinenten mit Brasilien als größter und bedeutendster Kolonie.
Von 1580 bis 1640 war das Königreich Portugal in Personalunion mit dem Königreich Spanien verbunden, behielt aber seine eigenständige Staatsorganisation. Nach einer Staatsreform hieß es von 1815 bis 1825 offiziell Vereinigtes Königreich von Portugal, Brasilien und den Algarven. Nachdem Brasilien 1825 auf friedlichem Weg seine Unabhängigkeit erreicht hatte, war das portugiesische Kolonialreich auf den afrikanischen Besitz (vor allem Moçambique, Angola und der Golf von Guinea) und die im Laufe der Auseinandersetzungen mit England und den Niederlanden stark verkleinerten Besitzungen in Asien – Macao, Timor und Goa – zusammengeschmolzen. Die Monarchie endete mit der Revolution vom 5. Oktober 1910, in der auch das Titularkönigreich Algarve abgeschafft wurde.

## Gebietsentwicklung

### Kernland

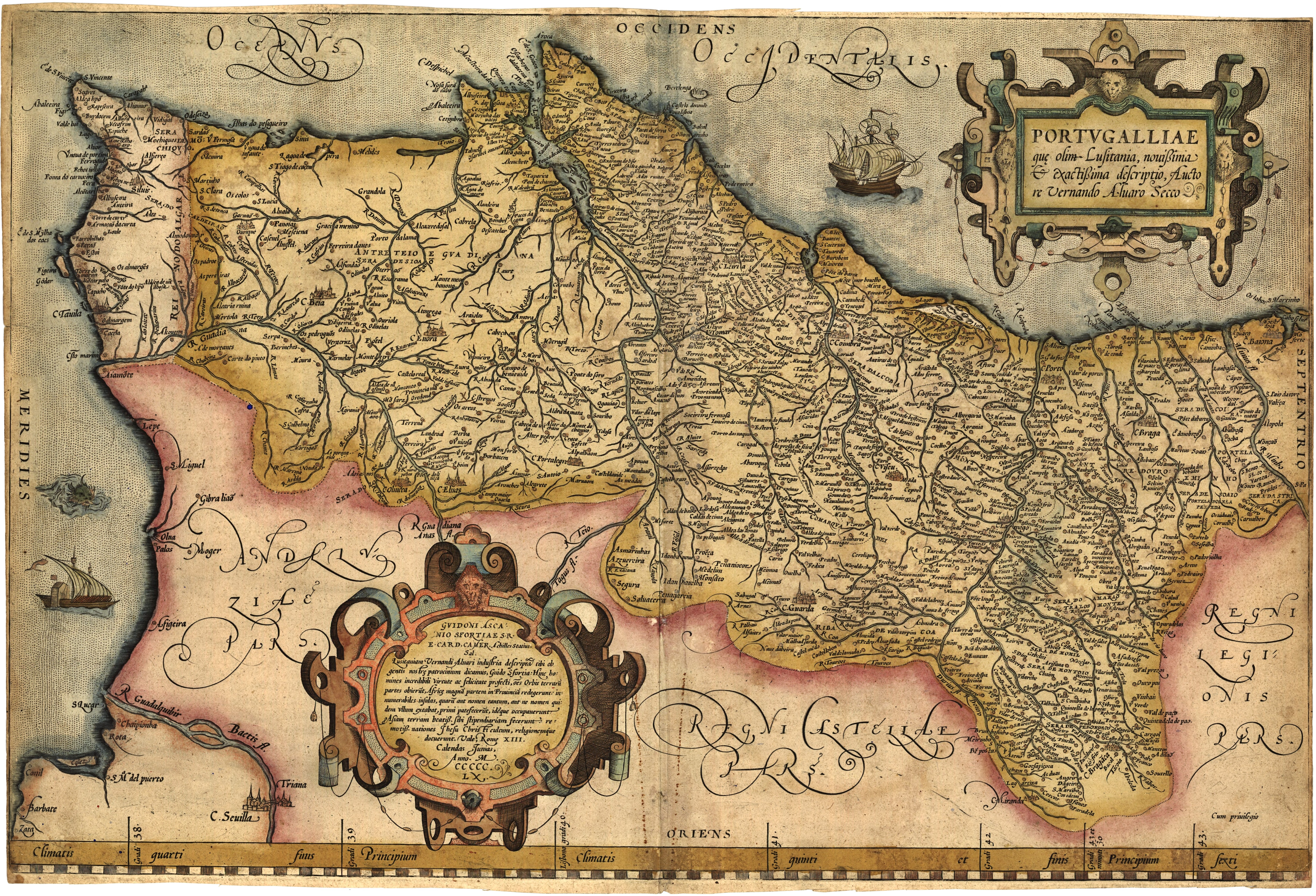
Karte des Königreichs von 1561

Bei der Ausrufung 1139 umfasste das Königreich Portugal etwa das Gebiet zwischen den Flüssen Minho und Tejo, mit etwa 34.000 km² im Norden des heutigen Landes. Lissabon kam erst 1147 hinzu und löste 1256 die vorige Hauptstadt Coimbra als Regierungssitz ab.
Mit der Eroberung der Algarve bis 1250 war die Ausdehnung Portugals auf der Iberischen Halbinsel beendet, da Kastilien beziehungsweise Spanien weiteren portugiesischen Expansionsbestrebungen nach Norden (Galicien), Osten (Badajoz) und Süden (Niebla) endgültige Grenzen setzte. Die portugiesisch-kastilischen Grenzziehungen von 1267 und 1297 stimmen praktisch mit den Festlandgrenzen des heutigen Portugals überein. Einzige Ausnahme ist das Gebiet von Olivença, das Portugal infolge des Orangen-Krieges 1801 an Spanien abtreten musste.
Ab dem 15. Jahrhundert expandierte das Königreich Portugal in Übersee und gründete mehrere Kolonien. Heute sind davon nur noch die beiden autonomen Inselregionen Madeiras und die Azoren übrig geblieben. Inklusive des Titularkönigreichs der Algarve beherrschte Portugal auf dem europäischen Festland schließlich ein Gebiet von etwa 89.000 km².

### Kolonialreich

Königreich Portugal mit Kolonien im 16. Jahrhundert

Unter König Johann I. eroberten die Portugiesen 1415 mit Ceuta in Marokko die erste außereuropäische Stadt. In der Folge initiierte Johanns jüngerer Sohn Heinrich, genannt „der Seefahrer“ Entdeckungsfahrten entlang der afrikanischen Küste, um Handel mit den Reichen südlich der Sahara zu treiben, einen Seeweg nach Indien zu finden und den Gewürzhandel unter portugiesische Kontrolle zu bringen. Das Forschungsprojekt wurde auch unter den Nachfolgern Johanns über mehrere Jahrzehnte konsequent fortgesetzt.
Schon 1419 entdeckte der portugiesische Seefahrer João Gonçalves Zarco Madeira und nahm es für die Krone in Besitz. 1427 wurden die Azoren von Diogo de Silves entdeckt und erobert. 1445 umrundete António Fernandes die Kap Verden, die 1456 von Alvise Cadamosto, einem Venezianer in portugiesischen Diensten, für das Königreich in Besitz genommen wurden. Pêro da Covilhã erreichte als arabischer Kaufmann getarnt 1488 von Kalikut in Indien kommend die Handelsstadt Sofala im heutigen Mosambik. Bartolomeu Dias umsegelte 1487/1488 als erster Europäer das Kap der Guten Hoffnung, und 1498 schloss Vasco da Gama die jahrzehntelange Erkundung einer um Afrika herum führenden Seeroute nach Indien ab. 1500 entdeckte Pedro Álvares Cabral Brasilien. Unter König Manuel I. (1495 bis 1521) erreichte Portugal den Höhepunkt seiner Macht. Zahlreiche Stützpunkte wurden an der Küste Afrikas, Südamerikas, Arabiens, Indiens und Südostasien gegründet. Das Handelsnetz reichte schließlich bis nach Japan. Mit Spanien einigte sich Portugal mehrmals auf eine Aufteilung der Welt, so im Vertrag von Tordesillas vom 7. Juni 1494 und im Vertrag von Saragossa vom 22. April 1529.
Die Personalunion unter dem spanischen König schwächte Portugal. Kolonialgebiete gingen an Araber und die Niederländer verloren. Auch nach der Wiederherstellung der Souveränität 1640 sank die Macht Portugals weiter. Briten, Franzosen und Niederländer verdrängten die Portugiesen immer mehr. Brasilien blieb als einzige profitable Kolonie bis ins 19. Jahrhundert in portugiesischem Besitz. Die anderen Besitzungen in Afrika und Asien wurden immer mehr zum Verlustgeschäft.

## Bevölkerungsentwicklung
Bei Gründung des Königstums hatte Portugal nördlich des Tejo etwa 400.000 Einwohner. Nach Abschluss der Ausdehnung auf der Iberischen Halbinsel und bei Beginn der Ausdehnung nach Übersee zu Anfang des 15. Jahrhunderts zählte Portugal knapp eine Million Einwohner. Die erste Volkszählung in der Geschichte Portugals zwischen 1527 und 1532 ergab 287.770 Haushalte, was etwa einer bis 1,5 Mio. Einwohnern entsprach. Zweihundert Jahre später erfasste die Volkszählung von 1732 erst 1.742.230 Einwohner; hinzu kamen allerdings noch geschätzte 250.000 Priester, Mönche und Nonnen. Zwischen den Jahren 1800 und 1900 stieg die Bevölkerung von 2,9 Mio. Einwohnern auf über 5 Mio. an, bei der Abschaffung der Monarchie 1910 waren es 5.016.000 (5,4 Mio. mit den Azoren und Madeira). Zwischen 1872 und 1900 waren allerdings 580.000 Portugiesen vor allem nach Brasilien ausgewandert.
Amtssprache im Königreich war Portugiesisch, welches ab 1296 als Verwaltungssprache das Lateinische verdrängt hatte.

## Der Staat
Ab 1821–23, bzw. ab 1834 war Portugal eine konstitutionelle Monarchie. Als Hymne wurde zuletzt die O Hino da Carta verwendet. Die Landeswährung war zwischen 1380 und 1910 der Portugiesische Real.

## Geschichte

### Unter Burgundern, Avis und Habsburgern
Die Zweite Grafschaft Portugal (1093–1139), Nachfolger der Ersten Grafschaft Portugals (868–1071), wurde am 26. Juli 1139 von Alfons I. aus dem Haus Burgund in ein unabhängiges Königreich umgewandelt. 1143 erkannte das Königreich von Kastilien und León, der vorherigen Lehnsherren, die Unabhängigkeit Portugals an. 1250 erwarb das Königreich die Algarve sowie Faro im Süden und Lissabon löste Coimbra als Hauptstadt ab.
1580 starb mit Heinrich I. der letzte König aus dem Haus Avis. Unter Philipp II. aus dem Haus Habsburg wurde Portugal als offiziell eigenständiges Königreich in der Iberischen Union mit dem Königreich Spanien vereinigt. Mit zunehmender Aushöhlung der Trennung beider Reiche nahm auch der Widerstand des portugiesischen Adels gegen Spanien zu. Mit englischer Unterstützung erlangte Portugal im Restaurationskrieg von 1640 bis 1668 unter dem Haus Braganza seine volle Unabhängigkeit wieder.

### Erneute Unabhängigkeit unter den Braganza
Unter der Herrschaft von Joseph I. und seinem Minister Sebastião José de Carvalho e Melo wurde das Land im Sinne des aufgeklärten Absolutismus reformiert, die Macht der Kirche eingeschränkt und Bauprojekte in Städten wurden gefördert. Am 1. November 1755 wurde die Hauptstadt Lissabon durch ein Erdbeben weitgehend zerstört und durch Sebastião José de Carvalho e Melo neu aufgebaut. 1759 wurde der Jesuitenorden in Portugal und Brasilien aufgehoben.
Nach der Französischen Revolution 1789 suchte Portugal Rückendeckung beim Königreich Großbritannien, um die Ausbreitung der revolutionären Ideen nach Brasilien zu verhindern. Ab 1795 war Portugal der letzte Verbündete Großbritanniens auf dem Kontinent und lieferte sich 1801 mit Frankreich und Spanien den Orangen-Krieg. Napoleon Bonaparte drang 1807 erneut in Portugal ein und zwang die königliche Familie zur Flucht nach Brasilien, wodurch die Hauptstadt nach Rio de Janeiro verlegt wurde. Von 1808 bis 1811 vertrieben die Portugiesen mithilfe der Engländer die Franzosen und Johann VI. kehrte 1822 aus dem Exil nach Lissabon zurück.

### Vereinigtes Königreich von Portugal, Brasilien und den Algarven

Wappen des Vereinigten Königreichs von Portugal, Brasilien und den Algarven 1815–1825

Um das durch die zwischenzeitliche Vertreibung des Königshauses von Lissabon nach Rio de Janeiro (1807) gewachsene brasilianische Selbstbewusstsein gegenüber Portugal zu beschwichtigen, wurde das Königreich 1815 formal in ein Vereinigtes Königreich von Portugal, Brasilien und den Algarven (portugiesisch: Reino Unido de Portugal, Brasil e Algarves) umgewandelt. Brasilien wurde vom Vizekönigreich zum formal gleichberechtigten Teil des Vereinigten Königreichs, an der portugiesischen Vorherrschaft änderte sich faktisch nichts. Um eine Sezession der selbstbewusster werdenden Brasilianer zu verhindern, verblieb trotz der Rückkehr des Königspaares nach Portugal (1821) Kronprinz Pedro als Regent in Brasilien. Als die portugiesischen Cortes jedoch 1822 mit einer liberalen Verfassung das absolute Königtum beschränkten, verweigerten die brasilianischen Cortes die Zustimmung, der Kronprinz rief ein von Portugal (und seiner Verfassung) unabhängiges Kaiserreich Brasilien aus. Nach der Niederlage der liberalen Revolution in Portugal erkannte 1825 Portugal die brasilianische Unabhängigkeit an, das Vereinigte Königreich hörte auf zu bestehen. Die konservative Verfassungscharta von 1826 behielt, abgesehen von einigen Modifikationen, Gültigkeit bis zum Ende des Königreichs.

### Ende
Mit dem Tod von Maria II. 1853 erlosch die Herrschaft des Hauses Braganza und das Fürstenhaus Sachsen-Coburg und Gotha erlangte unter Ferdinand II. die Herrschaft.
Am 1. Februar 1908 wurden Karl I. und sein ältester Sohn Ludwig Philipp von Republikanern auf der Praça do Comércio in Lissabon erschossen. Daraufhin wurde der jüngere Sohn Manuel II. letzter König von Portugal. Am 3. Oktober 1910 kam es zu mehreren Aufständen in Großstädten Portugals und am 5. Oktober 1910 wurde in Porto die Erste Republik ausgerufen.

## Dynastien
- Haus Burgund (1093–1383), siehe Portugal unter den Burgunderherrschern
- Haus Avis (1383–1580), siehe Portugal unter dem Hause Avis
- Spanische Habsburger (1580–1640),  siehe Iberische Union
- Haus Braganza (1640–1853), siehe auch Miguelistenkrieg
- Coburg-Braganza (1853–1910)